# Born to Mack
Born to Mack – czwarty album studyjny amerykańskiego rapera Too Shorta. Trafił do sprzedaży w 1987 roku.

## Lista utworów
1. „Partytime”
2. „Mack Attack"” (wydany jedynie na wersji z 1988 r.)
3. „Playboy $hort II” (Część I na Don’t Stop Rappin’)
4. „You Know What I Mean”
5. „Freaky Tales”
6. „Dope Fiend Beat”
7. „Little Girls” (feat. MC Jah)
8. „The Universal Mix"